# Jan Wendt
Jan Andrzej Wendt (ur. 13 maja 1966) – polski geograf i historyk, profesor Uniwersytetu Gdańskiego oraz profesor Uniwersytetu Oradejskiego.

## Życiorys
W 1990 zdobył tytuł magistra geografii na Wydziale Biologii i Nauk o Ziemi Uniwersytetu Gdańskiego. W 1992 uzyskał tytuł magistra historii na Wydziale Filologiczno-Historycznym. W 1996 uzyskał stopień doktora nauk humanistycznych w Instytucie Studiów Politycznych PAN. W 2008 uzyskał stopień doktora habilitowanego nauk o Ziemi w zakresie geografii w Instytucie Geografii i Przestrzennego Zagospodarowania im. S. Leszczyckiego PAN. Członek rady wydziału OiG UG. W 2014 otrzymał tytuł doktora honoris causa w Uniwersytecie w Oradei (Rumunia).

## Zainteresowania badawcze
- geografia społeczna
- geografia polityczna
- geografia komunikacji
- nauki o polityce
- geografia historyczna
- Polska, Europa Środkowa, Europa Wschodnia

## Odznaczenia
- 2023 – Brązowy Medal „Zasłużony dla Nauki Polskiej Sapientia et Veritas”[6][7]